# امیر چشمه‌خسروی
امیر چشمه خسروی معروف به امیر شبانی (زادهٔ ۱۴ اردیبهشت ۱۳۷۷ در کرمانشاه) بازیکن فوتبال اهل ایران است که در پست مدافع میانی برای باشگاه فوتبال گل‌گهر سیرجان در لیگ برتر خلیج فارس بازی می‌کند.